# 小克里·布莱克希尔
小克里·德文·布莱克希尔（1997年1月28日—）為美國男子籃球運動員，現效力於B1聯賽廣島蜻蜓。

## 職業生涯
2020年8月，基利波加利爾夏普爾簽下布莱克希尔。2021年8月，布莱克希尔與加拉塔薩雷簽下1+1年合約。2022年7月，B1聯賽廣島蜻蜓與布莱克希尔簽約。2024年5月，布莱克希尔獲選2023-24賽季B聯賽最佳第六人。

## 外部連結
- 小克里·布莱克希尔在fiba.basketball（英语）
- 小克里·布莱克希尔在TBLStat.net（英语）
- 小克里·布莱克希尔在B.LEAGUE官網（日语）
- 小克里·布莱克希尔在Basketball-Reference.com（國際）（英语）
- 小克里·布莱克希尔在Sports-Reference.com（NCAA）（英语）
- 小克里·布莱克希尔在Eurobasket.com（球員）（英语）
- 小克里·布莱克希尔在Proballers（英语）
- 小克里·布莱克希尔在RealGM（英语）
- 小克里·布莱克希尔在Flashscore（英语）